# Eckart Zwicker
Eckart Zwicker (* 7. Oktober 1939 in Düsseldorf) ist ein deutscher Wirtschaftswissenschaftler. Er war ordentlicher Professor der Betriebswirtschaftslehre im Fachgebiet Unternehmensrechnung und Controlling an der Technischen Universität Berlin.
Die Schwerpunkte seiner Forschungen liegen in der Entwicklung computergestützter Verfahren zur modellorientierten operativen Planung und Kontrolle von Unternehmen. Er hat aus den beobachtbaren Ansätzen einer Zielverpflichtungsplanung MbO und deren Kontrolle ein System von Vorgaben entwickelt, welches exakt vorschreibt, wie diese Planung und Kontrolle zu verwirklichen ist. Das System, mit dem diese Planung und Kontrolle umgesetzt wird, ist unter dem Namen Integrierte Zielverpflichtungsplanung bekannt.

## Monografien
- Dynamisch deterministische Erklärungsmodelle und ihre Verwendung zur Kalkülisierung betriebswirtschaftlicher Beziehungszusammenhänge. Dissertation, Technische Universität Berlin, Berlin 1969.
- Simulation und Analyse dynamischer Systeme in den Wirtschafts- und Sozialwissenschaften. De Gruyter, Berlin / New York 1981, ISBN 3-11-007266-1.